# Kemi Badenoch
Kemi Badenoch   (Wimbledon, 2 de gener de 1980) és una política britànica que exerceix com a líder de l'oposició i líder del Partit Conservador des del novembre de 2024. Va ser la primera persona negra que va ocupar aquests càrrecs. Anteriorment, havia format part del gabinet de Liz Truss i Rishi Sunak del 2022 al 2024. Va ser membre del Parlament per North West Essex des de 2024, i anteriorment per Saffron Walden de 2017 a 2024.

## Biografia
El 2012 Badenoch va disputar sense èxit un escó a l'Assemblea de Londres, però es va convertir en membre de l'Assemblea de Londres després que Victoria Borwick fos elegida diputada el 2015. Partidària del Brexit al referèndum del 2016, Badenoch va ser escollida a la Cambra dels Comuns a les eleccions generals del 2017. Després que Boris Johnson es convertís en primer ministre el juliol de 2019, Badenoch va ser nomenada subsecretària d'Estat Parlamentària per a la infància i les famílies. En la remodelació del febrer de 2020 va ser nomenada secretària d'Hisenda i subsecretària d'Estat Parlamentària d'Igualtats. El setembre de 2021 va ser ascendida a ministra d'Estat d'Igualtats i nomenada ministra d'Estat de Govern Local, Fe i Comunitats.
El juliol de 2022, Badenoch va dimitir del govern en protesta pel lideratge de Johnson; es va presentar sense èxit per substituir-lo a les eleccions al lideratge del partit de juliol a setembre de 2022. Després que Liz Truss fos nomenada primera ministra el setembre de 2022, Badenoch va ser nomenada secretària d'Estat de Comerç Internacional i presidenta de la Junta de Comerç i es va incorporar al Consell Privat. Va ser novament nomenada secretària de Comerç pel successor de Truss, Rishi Sunak, el mes següent, convertint-se també en ministra de Dones i Igualtat.
En la remodelació del gabinet de febrer de 2023, Badenoch va assumir el càrrec de secretària d'Estat d'Empresa i Comerç després de la fusió del Departament de Comerç Internacional amb elements del Departament d'Empresa, Energia i Estratègia Industrial. Badenoch va mantenir les responsabilitats de ministra de Dones i Igualtat. Després de la derrota dels conservadors a les eleccions generals de 2024, Badenoch va ser nomenada secretària d'Estat a l'ombra d'Habitatge, Comunitats i Govern Local al gabinet de l'ombra de Sunak i més tard va presentar la seva candidatura per convertir-se en líder del Partit Conservador a les eleccions al lideratge de 2024. Va derrotar Robert Jenrick a la votació dels militants, convertint-se en líder del partit i líder de l'oposició.
Badenoch està alineada amb les posicions de la dreta sobre el racisme sistèmic, la integració dels migrants i l'autoidentificació trans. El 2024, va ser acusada d'assetjament mentre era responsable del Departament d'Empreses i Comerç.

## Reconeixements
El desembre de 2024, la BBC va incloure-la en la seva llista 100 Women, que reconeix a les dones més inspiradores i influents de l'any a nivell mundial.